# Јеврејско гробље у Зворнику
Јеврејско гробље на локалитету Метеризи у Зворнику је гробљанска целина проглашена националним спомеником Босне и Херцеговине. Простире се на 807 квадрата и налази се надомак магистралног пута Зворник – Бијељина. Гробље је основано 1890. године док је градом управљао Х. Гризбергер, у периоду када је у Зворнику живело око 140 Јевреја.

## Опис добра
Јеврејска заједница у Зворнику почела је да се формира око 1845. године када су се на овом подручју населиле прве породице из Тузле и Бијељине. Према путопису др Ото Блауа, године 1877. у Зворнику је живело шест јеврејских породица. Са доласком Аустроугарске управе, у Зворник су се почели досељавати Ашкенази. Према попису становништва из 1879. године, у Зворнику је живело 50 јеврејских породица.
Јеврејско гробље у Зворнику основано је 1890. године уз благослов рабина Бењамина Хасана. Карактеристично је по разним формама и облицима надгробних елемената. На гробљу се налази око 80 споменика од којих најстарији датира из 1888. године. Споменици су направљени од камена, мермера или бетона. Натписи на надгробницима су углавном двојезични, исклесани хебрејским писмом и латиничним писмом на немачком језику или језику локалног становништва. Према писаним подацима из 1910. године, Сефардски Јевреји су добро говорили локалним језиком те се на њиховим споменицима могу уочити натписи на локалном језику док је за Јевреје Ашкеназе немачки језик био матерњи и на њиховим споменицима се налазе подаци исписани на немачком језику. Поред двојезичности, споменици су карактеристични по различитим мотивима који су углавном уклесани у заглављу, с предње стране споменика. Углавном је реч о Давидовој звезди, жалосној врби, маслиновим гранчицама или флоралном рељефу.
Маја 2008. године подигнута је спомен табла у знак сећања на зворничке Јевреје настрадале и прогнане током Другог светског рата.

## Заштита локалитета
Јеврејско гробље у Зворнику сачувало је висок степен аутентичности и представља важан историјско сведочанство о животу Јевреја у Зворнику. Комисија за очување националних споменик Босне и Херцеговине донела је августа 2019. године, одлуку да се гробљанска целина – Јеврејско гробље на локалитету у Зворнику прогласи националним спомеником Босне и Херцеговине.
Гробље се налази у запуштеном стању и већина надгробних споменика је оштећено или утонуло. Скоро цело подручје гробља прекривно је дивљим ниским растињем и већим бројем самониклог дрвећа.